# Egidijus Juodvalkis
Egidijus Juodvalkis (8 de abril de 1988) es un ciclista lituano que fue profesional de 2008 a 2015.

## Palmarés
2009
- Campeonato de Lituania en Ruta

2011
- 1 etapa del Tour de Picardie

2012
- Gran Premio Stad Sint-Niklaas

2013
- De Kustpijl Heist

2015
- 3.º en el Campeonato de Lituania en Ruta